# Маратон (град)
Маратон (грч. Μαραθώνας, старогрчки: Μαραθών) град је у Грчкој, место на коме се одиграла Маратонска битка 490. п. н. е., у којој су Атињани поразили Персијанце. Гласник Филипидес је трчао од Маратона до Атине да јави исход битке. Данашња атлетска дисциплина маратон се трчи у знак сећања на тај догађај. По подацима из 2011. године број становника у општини је био 33.423.

## Становништво
| 1991. | 2001. | 2011. |
| ----- | ----- | ----- |
| 5.453 | 4.399 | 7.170 |

| 2011.  |
| ------ |
| 33.423 |

## Партнерски градови
- Санта Марија Капуа Ветере
- Сјамен